# Zbigniew Cybulski
Zbigniew Hubert Cybulski, född 3 november 1927 i Kniaże i dåvarande Polen (nu Ukraina), död 8 januari 1967 i Wrocław i Polen, var en polsk skådespelare.
Han samarbetade ofta med Andrzej Wajda, hade bl.a. huvudrollen i Aska och diamanter och medverkade i den svenska filmen Att älska, där han spelade mot Harriet Andersson som hennes älskare. 
Cybulski kallades ibland ”Polens James Dean” för sin förmåga att gestalta bräcklig ömhet under yta av förvirrad tuffhet. Liksom James Dean omkom han i en trafikolycka. Cybulski skulle hoppa av ett rullande tåg vid centralstationen i Wrocław, halkade till och hamnade under tåget.

## Filmografi (urval)
- 1955 - Pokolenie
- 1958 - Aska och diamanter (Popiół i diament)
- 1959 - Nattåg (Pociąg)
- 1960 - Niewinni czarodzieje
- 1962 - Kärlek vid 20 år (L'Amour à vingt ans)
- 1963 - Jak być kochaną
- 1964 - Att älska (Kochać)
- 1965 - Saragossamanuskripten (Pamiętnik znaleziony w Saragossie)
- 1967 - Jowita